# Tadeusz Kuśmierski
Tadeusz Kuśmierski (ur. 28 października 1930 Trawnikach k. Lublina, zm. 9 listopada 2001 w Warszawie) – generał dywizji Wojska Polskiego, Główny Inspektor Techniki Wojska Polskiego (1989–1992).

## Życiorys
Syn Pawła, robotnika w cukrowni, i Franciszki z domu Rusiek. W latach 1937–1944 uczył się w szkole powszechnej w Trawnikach, w 1944 przeniósł się wraz z rodziną do Lublina. Po zakończeniu wojny rozpoczął pracę jako pomocnik murarza w Przedsiębiorstwie Budowlanym w Lublinie, a następnie jako tokarz w Fabryce Narzędzi Maszyn Rolniczych. W 1946 wstąpił do ZWM, w marcu 1947 został kierownikiem Zarządu Miejskiego ZWM w Lublinie. W sierpniu 1947 wstąpił na własną prośbę do WP i został skierowany do Oficerskiej Szkoły Broni Pancernej w Poznaniu, którą ukończył z wynikiem bardzo dobrym i pierwszą lokatą we wrześniu 1950. 3 września 1950 został awansowany na stopień podporucznika broni pancernej w grupie technicznej. Po promocji pozostał w szkole, gdzie objął funkcję pomocnika dowódcy kompanii do spraw technicznych, a w listopadzie 1951 został przeniesiony na wykładowcę eksploatacji cyklu technicznego w Technicznej Oficerskiej Szkole Wojsk Pancernych. W 1955 został dowódcą kompanii podchorążych w tej szkole, a w październiku 1956 został pomocnikiem szefa wydziału szkolenia szkoły. W 1957 objął stanowisko starszego pomocnika kierownika sekcji technicznej do spraw napraw i eksploatacji 34 Drezdeńskiego Batalionu Czołgów Ciężkich i Artylerii Pancernej w 34 Drezdeńskiej Brygadzie Czołgów Ciężkich. W 1958 przeszedł na to samo stanowisko w sztabie brygady. W latach 1958–1961 uczył się w Liceum Ogólnokształcącym w Biedrusku, gdzie w 1961 zdał maturę. W latach 1962–1967 ukończył studia stacjonarne na Wydziale Mechanicznym Wojskowej Akademii Technicznej w Warszawie. Studia ukończył z w lipcu 1967 z oceną bardzo dobrą i otrzymał dyplom magistra inżyniera mechanika. We wrześniu 1967 został zastępcą dowódcy do spraw technicznych 13 Pułku Czołgów Średnich w Opolu, a w marcu 1969 zastępcą dowódcy 25 Pułku Zmechanizowanego w Opolu – kierownikiem sekcji technicznej pułku. W styczniu 1971 został szefem służb technicznych – zastępcą dowódcy 10 Dywizji Pancernej w Opolu, a w sierpniu 1971 przeszedł na stanowisko szefa służb technicznych – zastępcy dowódcy 4 Pomorskiej Dywizji Zmechanizowanej w Krośnie Odrzańskim. W lipcu 1974 ukończył z oceną bardzo dobrą Podyplomowe Studium Operacyjno-Strategiczne w Akademii Sztabu Generalnego WP. W 1972 ukończył także Kurs Teorii Organizacji i Zarządzania zorganizowany przy dowództwie Śląskiego Okręgu Wojskowego we Wrocławiu.
30 lipca 1974 został szefem służb technicznych – zastępcą Śląskiego Okręgu Wojskowego i szefem Służb Technicznych w tym okręgu. Uchwałą Rady Państwa PRL z października 1976 został awansowany do stopnia generała brygady. Nominację wręczył mu w Belwederze I sekretarz KC PZPR Edward Gierek. Od sierpnia 1978 szef Służby Czołgowo-Samochodowej w Głównym Inspektoracie Techniki WP. W 1979 oraz 1988 roku ukończył kurs kierowniczej kadry WP w Wojskowej Akademii Sztabu Generalnego Sił Zbrojnych ZSRR im. Klimenta J. Woroszyłowa w Moskwie. Od maja 1982 był szefem sztabu Służb Technicznych – zastępcą Głównego Inspektora Technik WP (gen. broni Zbigniewa Nowaka). Uchwałą Rady Państwa PRL z października 1984 został awansowany do stopnia generała dywizji. Nominację wręczył mu w Belwederze przewodniczący Rady Państwa PRL prof. Henryk Jabłoński. W lipcu 1989 wyznaczono go na pełniącego obowiązki Głównego Inspektora Techniki (po gen. broni Zbigniewie Nowaku), a we wrześniu 1990 został zatwierdzony na tym stanowisku. W marcu 1992 został zwolniony z zawodowej służby wojskowej w związku z osiągnięciem ustawowej granicy wieku i 24 lipca 1992 został przeniesiony w stan spoczynku. W marcu 1992 został oficjalnie pożegnany przez ministra obrony narodowej Jana Parysa.
W służbie otrzymywał bardzo dobre i dobre opinie służbowe. Był wyróżniany m.in. za przygotowanie i kierowanie wojskami w ćwiczeniach „Lato-82” i „Wrześnień-82”.
Pochowany na cmentarzu Powązki Wojskowe w Warszawie (kwatera EII-6-6).

## Awanse
W trakcie wieloletniej służby w Wojsku Polskim otrzymywał awanse na kolejne stopnie wojskowe:
- podporucznik – 1950
- porucznik – 1952
- kapitan – 1955
- major – 1964
- podpułkownik -- 1968
- pułkownik – 1972
- generał brygady – 1976
- generał dywizji – 1984

## Życie prywatne
Mieszkał w Warszawie. Od 1951 żonaty z Barbarą Ireną z domu Jóśkowiak (1932–2012). Małżeństwo miało dwóch synów.

## Odznaczenia
- Order Sztandaru Pracy II klasy (1988)
- Krzyż Komandorski Orderu Odrodzenia Polski (1984)
- Krzyż Kawalerski Orderu Odrodzenia Polski (1973)
- Złoty Krzyż Zasługi (1968)
- Srebrny Krzyż Zasługi (1959)
- Złoty Medal „Siły Zbrojne w Służbie Ojczyzny” (1970)
- Srebrny Medal Siły Zbrojne w Służbie Ojczyzny
- Brązowy Medal Siły Zbrojne w Służbie Ojczyzny
- Złoty Medal „Za zasługi dla obronności kraju” (1975)
- Srebrny Medal Za zasługi dla obronności kraju
- Złoty Medal Za zasługi dla obronności kraju
- Brązowa Odznaka Za zasługi w ochronie granic PRL (1976)
- Medal za umacnianie braterstwa broni I stopnia (Czechosłowacja) (1985)